# Orvosi veronika
Az orvosi veronika (Veronica officinalis) népies nevei: vérszopóka, vérharmatfű, Isten botja, dicső-fű, v. dicsőséges fű, drága jó, erdei zsálya, patikai szigoráll, sarlófű.  Az ajakosvirágúak (Lamiales) rendjébe, ezen belül az útifűfélék (Plantaginaceae) családjába tartozó faj.
Már a rómaiak meggyőződtek rendkívüli gyógyhatásáról. Ha egy ismerősüknek vagy barátjuknak bókolni akartak, azt mondták neki, hogy annyi jó tulajdonsága van, mint a veronikának. „Minden bajra jó orvosságnak” nevezték el és még ma is „a világ gyógyszereként” emlegetik. Magyarországon mintegy 32 veronikafaj és számos keverékfaj él, amelyek könnyen összetéveszthetők az orvosi veronikával. Gyakran az ösztörűs veronikával (Veronica chamaedrys) helyettesítik.

## Tulajdonságai

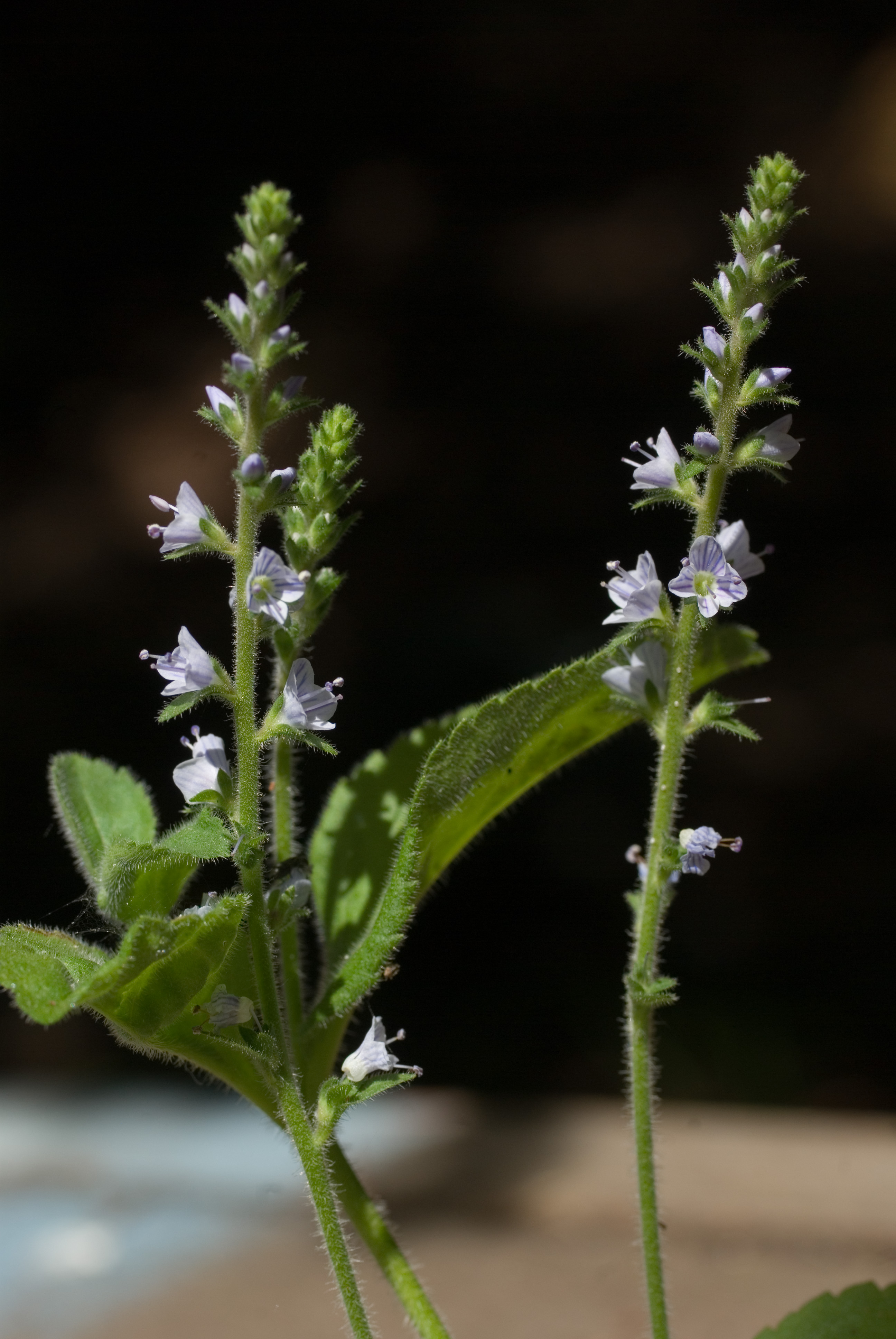
Orvosi veronikafű

Kicsi, fűrészes szélű, ezüstösen csillogó levelei vannak, szőrökkel borított, földön kúszó szárán felemelkedő, világoskék vagy lila virágok találhatók. Érintésre a sziromlevelek könnyen leválnak. Májustól augusztusig virágzik.

## Fellelhető
A száraz, mészmentes talajt kedveli és erdőkben, irtásokon, cserjésekben, kerítések mentén, árkokban, utak mellett és erdőszéleken nő.

## Gyógyhatása
A növény iridoidokat (katalpolt, veronikozidot, verprozidot), flavonoidokat, triterpén szaponinokat, fahéjsavszármazékokat tartalmaz.
A vértisztító teák kedvelt adaléka. A friss csalán csúcsával együtt segít kigyógyulni a krónikus ekcémából. Vértisztító hatása mellett csökkenti az érelmeszesedést, de meg is óv attól. Érzékeny gyomrúak is alkalmazhatják, mint gyomorerősítő szert, ami az emésztést is serkenti, de megszünteti a gyomorhurutot és a bélzavarokat is. A köhögést, száraz hörghurutot csillapítja. Kiváló sebgyógyító növény: gyulladásos és nehezen gyógyuló sebekre is ajánlott.

## Felhasználási módok
- Teakészítés:
  - 3 dl forró vízzel forrázzunk le 1 teáskanálnyi orvosi veronikát, majd 5 perc elteltével szűrjük le. Nyugtató hatású, javítja a memóriát és elmulasztja a szédülésérzetet.
  - Általában gyermekláncfű, mezei katáng-virág és veronika keverékéből készítenek teakeveréket 2: 1: 2 arányban. Ebből a keverékből 3 dl forrásban lévő vízbe egy púpozott teáskanálnyit adunk, majd 5 perc elteltével leszűrünk. Jól alkalmazható máj- és lépbántalmak esetén.
- Tinktúra:Két maréknyi, apróra vágott veronikanövényt adjunk egy liter 38-40%-os pálinkához, majd két hétig érleljük meleg helyen: napon, tűzhely mellett vagy kemence közelében. Reumás- és köszvényes betegeknek érdemes egyszer kipróbálni a veronikatinktúrát. Ezt külsőleg bedörzsölésre használjuk, belsőleg pedig naponta háromszor 15 cseppet teával vagy vízzel